# Dirk Philips

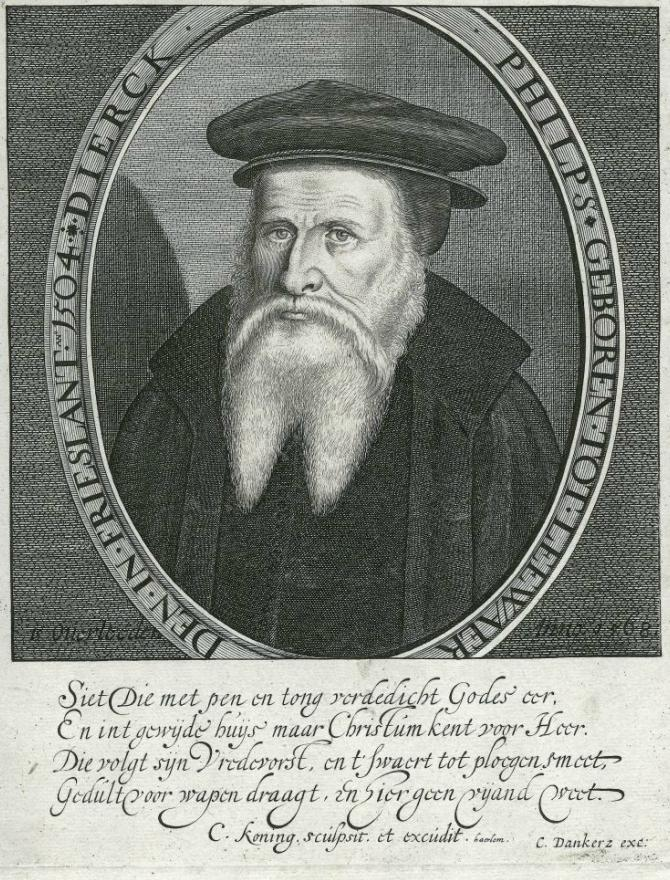
Dirk Philips (1568)

Dirk Philips (Leeuwarden, 1504 - Emden, 1568) was een Nederlands doopsgezind oudste. Samen met zijn broer Obbe en Menno Simons was hij een van de belangrijkste leiders die de doperse beweging in de noordelijke Nederlanden in rustiger vaarwater bracht na het mislukken van het Munsterse rijk van Jan Matthijs en Jan van Leiden.
Dirk Philips was de zoon van een katholiek priester en kwam via zijn oudere broer Obbe onder invloed van de prediking van het duizendjarig rijk door Melchior Hofmann. Rond 1534 werd hij gedoopt en al kort daarna, in 1535, aangesteld als oudste. In tegenstelling tot veel andere dopers beschouwden Obbe en Dirk de komst van het duizendjarig rijk als een geestelijk en niet als een wereldlijk gebeuren. Zij wezen het geweld af waarmee Jan Matthijs en Jan van Leiden dit rijk concreet in Munster wilden realiseren. Na de ondergang van het Munsterse rijk werden zij gedwongen te vluchten en leidden een reizend bestaan. Dirk werkte in deze periode veel samen met de door zijn broer gedoopte pastoor Menno Simons, die toen de voornaamste leider van de dopers werd. Rond 1545 trad Dirk uit de schaduw van Menno en werd hij een van de belangrijkste bestrijders van het spiritualisme in doperse kring. Hij polemiseerde in godsdienstgesprekken en boeken onder andere tegen Adam Pastor en Sebastiaan Franck. In zijn eigen opvattingen zijn echter ook spiritualistische trekken te vinden, bijvoorbeeld in zijn visie op de sacramenten doop en avondmaal die hij als symbolen beschouwde die verwezen naar een geestelijke werkelijkheid en niet als genademiddelen. Hij vatte zijn verschillende theologische en ethische geschriften in 1564 samen in Enchiridion, een boek dat lange tijd veel gezag had onder conservatieve mennonieten, zoals de Oude Vlamingen en nog steeds bij de amish.
Dirk was strikter dan Menno en was in 1554 op het convent van Wismar betrokken bij het strafbaar maken met de ban van de buitentrouw, het huwen met een niet-doperse partner, en het instellen van de echtmijding, het verbod op omgang met een door de ban getroffen echtgenoot. Zijn medewerking in 1565 aan het besluit om de oudste Leenaert Bouwens, die nog strikter de kerkelijke tucht wilde toepassen dan hijzelf, te schorsen leidde tot een splitsing van de doopsgezinden in de Lage Landen in Friese en Vlaamse gemeenten. Het gevolg was dat de hardliner Dirk Philips hierdoor in het kamp van de meer gematigde Vlamingen terechtkwam. Hoewel hij streefde naar een zo zuiver mogelijke gemeente, wees hij de gedachte dat de gemeente volmaakt diende te zijn af. 
- Bibsys: 90679592
- Bibliothèque nationale de France: cb13340077h (data)
- Biografisch Portaal: 88150846
- Digitale Bibliotheek voor de Nederlandse Letteren: phil004
- Gemeinsame Normdatei: 119226502
- International Standard Name Identifier: 0000 0000 7357 9245
- Library of Congress Control Number: n50047707
- Nationale Bibliotheek van Israël: 987007275923105171
- Nederlandse Thesaurus van Auteursnamen: 070257345
- LIBRIS: 348031
- SNAC: w6b32104
- Système universitaire de documentation: 179775359
- Virtual International Authority File: 61693791
- WorldCat: E39PBJwxGqDgpVMXgqjGxFGfv3